# Maximos von Tyros

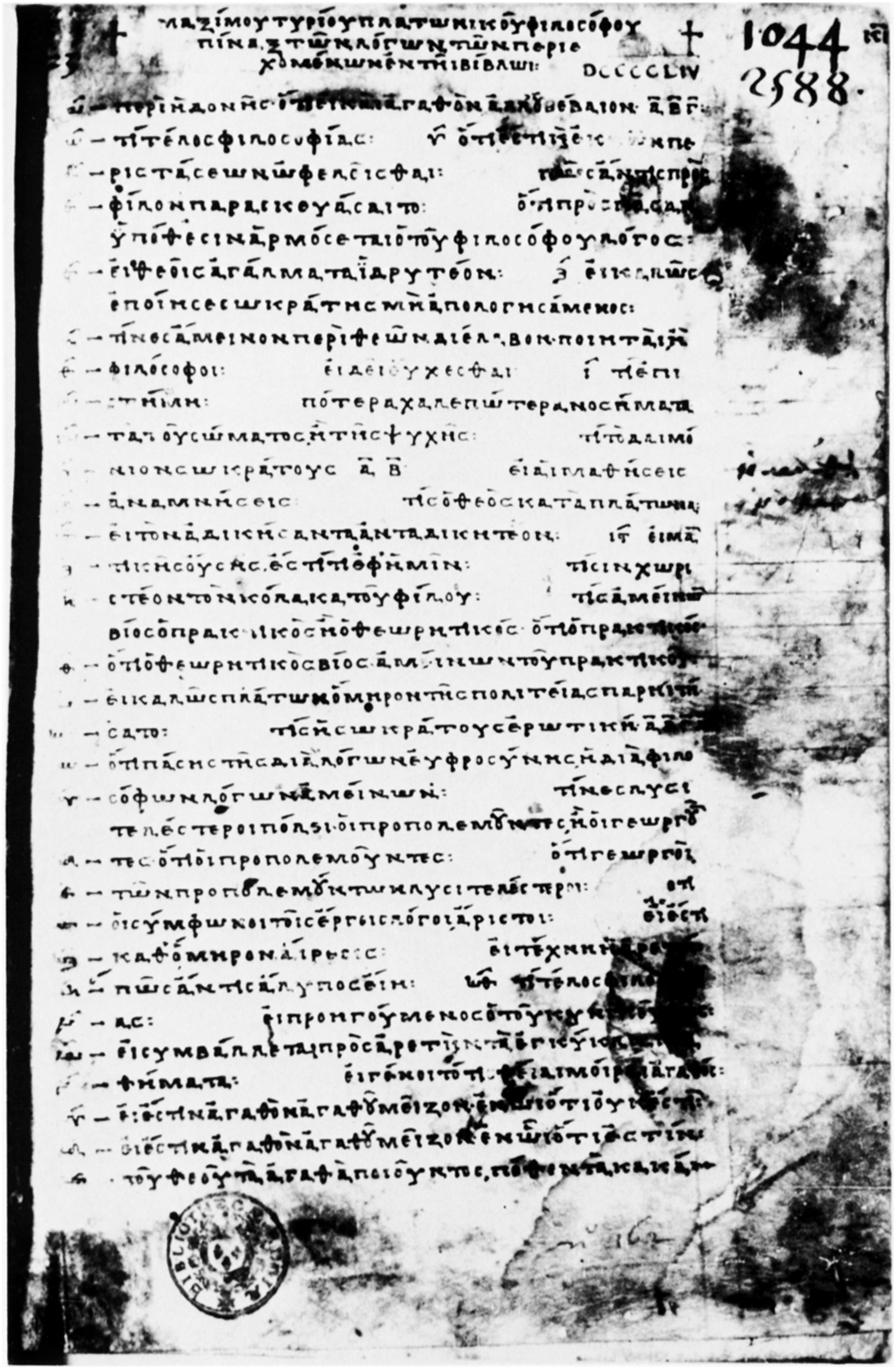
Der Beginn der Vorträge des Maximos von Tyros in der ältesten Handschrift, Paris, Nationalbibliothek, gr. 1962,
fol. 1 recto (9. Jahrhundert)

Maximos von Tyros (altgriechisch Μάξιμος Τύριος) war ein antiker Redner und Philosoph. Er lebte im späten 2. Jahrhundert. Als Philosoph war er Mittelplatoniker, als Redner wird er zur „Zweiten Sophistik“ gezählt.

## Leben
Über das Leben des Maximos ist wenig bekannt. Er stammte aus der Stadt Tyros in der Provinz Syria oder hatte dort zumindest seinen Lebensmittelpunkt. Zur Zeit des Kaisers Commodus (180–192) reiste er nach Rom und hielt dort Vorträge. Damals hatte er sich schon als Redner einen Namen gemacht.
In der Forschung wird erwogen, ihn mit Cassius Maximus zu identifizieren, dem Artemidor von Daldis die ersten drei Bücher einer Abhandlung über die Traumdeutung widmete. In Betracht gezogen wird auch die Möglichkeit, dass Lukian mit einem nicht namentlich genannten „Sidonier“ (Bürger der syrischen Stadt Sidon), über den er in seiner Lebensbeschreibung des Demonax spöttisch eine Anekdote erzählt, Maximos meint. Der Sidonier, ein Sophist, der sich eines breiten Wissens über unterschiedliche philosophische Richtungen rühmte, soll in Athen als Lehrer Ansehen erlangt haben. Beide Identifizierungen sind umstritten.

## Werke
Erhalten ist eine Sammlung von 41 Vorträgen (dialéxeis) über philosophische und religiöse Fragen. Die Authentizität der handschriftlich überlieferten Titel der einzelnen Vorträge ist umstritten; teilweise bezeichnen sie den Inhalt nur ungenau, was als Argument gegen ihre Echtheit angeführt wird. Die Dauer der Vorträge schwankte zwischen zwanzig Minuten und einer halben Stunde. In erster Linie wandte sich Maximos an Jünglinge, die er in die Philosophie einführen wollte. Die Vorträge waren auf ein gebildetes Publikum abgestimmt, doch waren die Hörer keine Philosophen; Maximos drückte sich allgemeinverständlich aus und vermied Fachterminologie. Als Ausgangspunkt für die Erörterung einer Frage wählte er gern ein Beispiel aus der Geschichte, aus der Mythologie oder aus einer Fabel, wobei ihm seine ungewöhnliche Belesenheit zustattenkam. Manchmal schweifte er stark vom Thema ab. Gelegentlich diente ein Vortrag der Verteidigung eines Standpunkts, der in einem anderen Vortrag verworfen wurde.
Die behandelten Themen gehören größtenteils zum Bereich der Ethik; nur in wenigen Vorträgen geht es hauptsächlich um andere Gebiete wie Götterlehre, Naturlehre, Seelenkunde und Erkenntnistheorie. Gänzlich übergangen wird die Logik. Zu den überlieferten Titeln gehören: „Ob man Göttern Standbilder setzen soll“; „Ob Sokrates richtig handelte, als er sich nicht verteidigte“; „Wer hat die bessere Vorstellung von den Göttern gehabt, die Dichter oder die Philosophen?“; „Ob man beten soll“; „Was ist Wissenschaft?“; „Ob die Erkenntnisse Erinnerungen sind“; „Ob man dem, der Unrecht tut, das Unrecht vergelten soll“; „Ob, wenn es Wahrsagung gibt, etwas in unserer Macht steht“; „Dass die beschauliche Lebensweise besser ist als die tätige“; „Ob Platon mit Recht Homer aus dem Staat entfernte“; „Was ist die Liebeskunst des Sokrates?“; „Was ist das Ziel der Philosophie?“; „Ob das Kynikerleben vorzuziehen ist“; „Ob man durch göttliche Fügung gut wird“; „Wenn Gott das Gute bewirkt, woher kommen dann die Übel?“
Der Stil des Maximos weist im Satzrhythmus Merkmale des Asianismus auf, aber hinsichtlich Wortschatz, Morphologie und Syntax orientiert er sich am Attizismus. Daher gilt er als gemäßigter Attizist. Er spricht sein Publikum direkt an, streut Ausrufe, Beteuerungsformeln und rhetorische Fragen ein und achtet auf eine lebendige Ausdrucksweise, wozu auch gehört, dass er sich beim Reden selbst berichtigt oder etwas nachträglich ergänzt. Auffällig ist die Häufung der Metaphern sowie der mythologischen und historischen Bezüge und der Klassikerzitate.

## Lehre
In seinen philosophischen Überzeugungen erweist sich Maximos als Platoniker; er beruft sich mehrfach ausdrücklich auf Platon, zitiert ihn oft und nimmt auch mit vielen Anspielungen auf Werke Platons Bezug. Seine Metaphysik, seine Seelenlehre und seine Ethik sind platonisch. Auch in der Politik teilt er Platons Einstellung, wie sein Lob des platonischen Idealstaates und seine Kritik an der Demokratie zeigt. Ganz im Sinne der Tradition des Platonismus wendet er sich gegen die Sophisten und polemisiert gegen Epikur. Daneben ist aber in seinen Ausführungen auch der Einfluss des Aristotelismus, des Kynismus und vor allem der Stoa erkennbar. Offenheit für stoische Ideen war bei den Mittelplatonikern verbreitet und ist daher nicht auffällig. Maximos kennt die in anderen philosophischen Richtungen entwickelten Begriffe und Vorstellungen und greift bei Bedarf auf sie zurück, hält aber an den fundamentalen Lehren des Platonismus fest. Daher ist es nicht korrekt, ihn als Eklektiker zu bezeichnen. Gern beruft er sich auf das Vorbild des Sokrates, der sowohl in der platonischen als auch in der stoischen und der kynischen Tradition verehrt wurde.
Ein eigenständiger Denker ist er nicht; sein Anliegen ist die Werbung für eine philosophische Lebensweise durch das gesprochene Wort. Er erörtert die Fragen nicht systematisch, sondern redet auf predigthaft-rhetorische Art. Aus der mündlichen, offenbar einer Zeitbegrenzung unterliegenden Darbietungsweise ergibt sich das Erfordernis einer relativ knappen, zusammenfassenden Präsentation des Stoffs. Dieser Umstand dürfte dazu beigetragen haben, dass manche Gedankengänge nicht sorgfältig und widerspruchsfrei ausgearbeitet sind. Eine Überarbeitung zwecks Veröffentlichung in Schriftform scheint nicht stattgefunden zu haben.
Im ersten Vortrag vergleicht Maximos den Philosophen mit einem Schauspieler. So wie Schauspieler verschiedenartige Rollen übernehmen und Musiker mehrere Tonarten zu beherrschen haben, soll auch der Philosoph seine Rede „vielstimmig und mannigfaltig“ gestalten können, indem er unterschiedliche Bedürfnisse seiner Hörer berücksichtigt. Damit zeigt er zugleich, dass er der Vielfalt und Wechselhaftigkeit des Lebens gerecht wird und sich den Erfordernissen verschiedener Umstände flexibel anzupassen vermag.
Maximos teilt die in antiken Platonikerkreisen verbreitete Überzeugung, dass es in Wirklichkeit nicht verschiedene konkurrierende philosophische Systeme gibt, sondern nur eine einzige authentische Philosophie, die eine in sich geschlossene Einheit bildet und die Realität korrekt beschreibt. Nach seiner Ansicht sind alle philosophischen Schulen mit Ausnahme der Epikureer, in denen er keine echten Philosophen sieht, auf diese eine Wahrheit gegründet und drücken sie nur unterschiedlich aus. Zu den bedeutendsten Vertretern der authentischen Weisheitslehre zählt Maximos neben Platon, Sokrates, Pythagoras und dem Kyniker Diogenes von Sinope auch Homer, dessen Dichtung zu seinen bevorzugten Themen gehört. Dabei fasst er manche Aussagen Homers nicht im buchstäblichen Sinne auf, sondern deutet sie allegorisch. Ethische Aspekte stehen bei seiner Homer-Interpretation im Vordergrund; so erscheint insbesondere der Held Odysseus als Vorbild der Tugendhaftigkeit. In der frühen Dichtkunst, zu der er neben den Werken Homers und Hesiods auch die orphische Dichtung zählt, sieht Maximos einen legitimen Weg zur Erkenntnis der Wirklichkeit; sie steht für ihn gleichberechtigt neben der Philosophie. Die Poesie drückt mit mythischen Bildern aus, was die Philosophie mit „nackten Worten“ formuliert; Philosophen wie Aristoteles und Chrysippos von Soloi sind nicht klüger als Homer und Hesiod. Die alte Dichtung ist göttlich inspiriert, Homer wurde von Apollon und den Musen belehrt und ist somit ein Vermittler zwischen Göttern und Menschen. Mit seiner außerordentlichen Wertschätzung Homers gerät Maximos in Gegensatz zur Haltung Platons, der die Dichter aus seinem Idealstaat ausschließt und insbesondere an Homer heftige Kritik übt. Hier nimmt Maximos eine ausgleichende Haltung ein. Seine allegorische Homerdeutung ermöglicht ihm eine Entschärfung des Gegensatzes zwischen Platon und Homer. Er verteidigt nicht Homer gegen Platon, sondern versucht Platons Verbot der Homer-Lektüre im Idealstaat zu entschuldigen.
Maximos ist Anhänger einer in der Antike verbreiteten pessimistischen Kulturphilosophie, die davon ausgeht, dass die Geschichte der Menschheit von einem Verfallsprozess geprägt ist; die Verfeinerung der Zivilisation wird als Degeneration gewertet. Dieser allgemeine Niedergang betrifft auch die Philosophie. Dort zeigt er sich in der Aufspaltung der ursprünglich einheitlichen und schlechthin wahren Lehre in unterschiedliche Lehrmeinungen rivalisierender Schulen. Insbesondere die Entstehung des Epikureismus betrachtet Maximos als Verfallserscheinung. Folgerichtig ergibt sich daraus, dass die ältesten Weisheitslehren die besten sein müssen. Dementsprechend stellt Maximos die Weisheit Homers sogar über diejenige Platons und meint, Platon habe von Homer noch mehr als von Sokrates gelernt. Die alten Dichter hätten sich einer verhüllenden, nur andeutenden Ausdrucksweise bedient, womit sie zur Wahrheitssuche angeregt hätten; in der gegenwärtigen Verfallszeit hingegen herrsche eine ungehörige Direktheit.

## Rezeption

### Antike, Mittelalter und Frühe Neuzeit
Nach seinem Tod geriet Maximos offenbar schnell in Vergessenheit; aus den folgenden drei Jahrhunderten sind keine Belege oder Indizien für Rezeption seines Werks bekannt. Im 10. Jahrhundert wurde Maximos in der Suda, einer byzantinischen Enzyklopädie, mit einem knappen Eintrag gewürdigt, der auf Angaben in dem nur fragmentarisch erhaltenen Autorenlexikon des spätantiken Geschichtsschreibers und Literaturhistorikers Hesychios von Milet fußt. Die aus der Suda erschlossene Anführung in Hesychios' Lexikon, das aus dem 6. Jahrhundert stammt, ist die einzige eindeutige Spur einer antiken Maximos-Rezeption.
Die handschriftliche Überlieferung setzt erst in der zweiten Hälfte des 9. Jahrhunderts ein. Damals wurde in Konstantinopel der älteste erhaltene Codex angefertigt, von dem die gesamte spätere Textüberlieferung abhängt. Er befindet sich heute in der französischen Nationalbibliothek (Parisinus Graecus 1962).

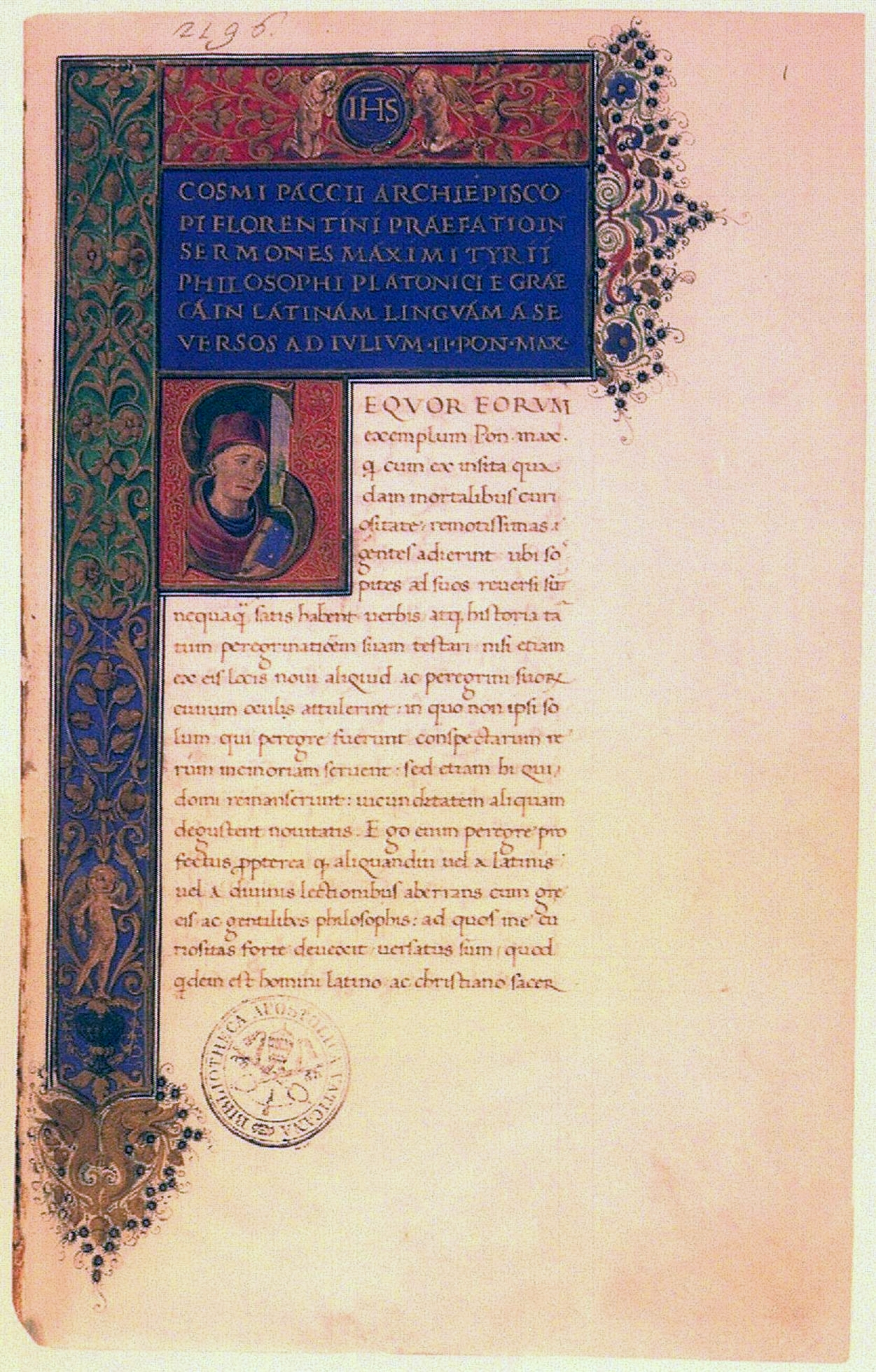
Vorrede des Cosimo de’ Pazzi zu seiner lateinischen Übersetzung der Vorträge des Maximos im Widmungsexemplar für Papst Julius II. Handschrift Città del Vaticano, Biblioteca Apostolica Vaticana, Vat. lat. 2196, fol. 1r (frühes 16. Jahrhundert). In der Miniatur ist Cosimo abgebildet.

Nach der Anfertigung der ältesten Handschrift scheint in Byzanz das Interesse an Maximos wieder erloschen zu sein, denn erst im Spätmittelalter tauchen weitere Spuren auf: eine Handschrift aus der zweiten Hälfte des 13. Jahrhunderts und sechs aus dem 14. Jahrhundert. Der Staatsmann und Gelehrte Theodoros Metochites (1270–1332) kannte und benutzte die Vorträge. Auch ein Schüler des Metochites, Nikephoros Gregoras, interessierte sich für Maximos; er stellte Auszüge aus den Vorträgen zusammen.
Im 15. Jahrhundert gelangten mehrere Abschriften nach Italien, wo die Vorträge bei Humanisten Beachtung fanden. Marsilio Ficino machte in seinem Kommentar zu Platons Symposion von dieser Quelle Gebrauch. Cristoforo Landino betrachtete Maximos als literarisches Vorbild; in seinen Disputationes Camaldulenses verwertete er die Ausführungen des antiken Redners über das tätige und das beschauliche Leben (15. und 16. Vortrag). Angelo Poliziano interessierte sich besonders für Maximos’ Darstellung der sokratischen Auffassung von Liebe; er zitierte ihn in mehreren seiner Werke, vor allem in seiner Enarratio in Sapphus epistolam. Um die Textkritik bemühte sich Zanobi Acciaiuoli, der zahlreiche Konjekturen vornahm. Nördlich der Alpen war Johannes Reuchlin der erste Humanist, der sich mit Maximos befasste und die Vorträge konsultierte; er veröffentlichte 1488 eine Übersetzung des 41. Vortrags ins Lateinische. Eine lateinische Übersetzung der ganzen Sammlung stand aber erst im frühen 16. Jahrhundert zur Verfügung; sie wurde von Cosimo de’ Pazzi (Cosmus Paccius), dem Erzbischof von Florenz, angefertigt und 1517 in Rom gedruckt. In seinem Vorwort spendete Cosimo der literarischen Leistung des Maximos höchstes Lob. Schon bald nach dem Erscheinen der lateinischen Übersetzung wurde sie von Beatus Rhenanus überarbeitet; seine Version erschien 1519 in Basel bei Johannes Frobenius. Erst 1557 wurde die erste Ausgabe des griechischen Textes gedruckt; sie erschien in Paris bei Henricus Stephanus.
1617 wurde die erste vollständige französische Übersetzung publiziert, 1749 die erste deutsche, die Christian Tobias Damm anfertigte (2. Auflage Berlin 1764). Erst ab 1804 lag auch eine vollständige englische Übersetzung vor; sie stammte von dem Platoniker Thomas Taylor.
Das Interesse an den Vorträgen in der Frühen Neuzeit bezog sich in erster Linie auf ihren Wert als kulturhistorische Quelle, doch fand gelegentlich auch der philosophische Gehalt Beachtung; so befasste sich Hugo Grotius mit Maximos’ Position zum Schicksal und zur Willensfreiheit und fand im elften Vortrag Material, das er im Rahmen seiner Apologetik für die Behandlung der natürlichen Theologie verwerten konnte. Auch der Platoniker Ralph Cudworth nahm auf die Vorträge Bezug. In der Literatur zur Poetik wurde Maximos als Autorität zitiert, da er Argumente für eine Rechtfertigung Homers gegen philosophische Kritik lieferte. Der Schriftsteller Robert Burton zog die Vorträge für sein berühmtes Werk Anatomie der Melancholie (1621) heran.
1774–1775 erschien eine von Johann Jacob Reiske besorgte neue Edition der Vorträge. Im Vorwort beurteilte Reiske Maximos’ Leistung sehr negativ, womit er einen nachhaltigen Umschwung in der Einschätzung der Vorträge einleitete.

### Moderne
In der Moderne beschränkt sich das Interesse an Maximos weitgehend auf die altertumswissenschaftliche Forschung, eine breitere Rezeption hat kaum stattgefunden. Ulrich von Wilamowitz-Moellendorff meinte, Maximos sei „seinem Wesen nach durchaus Rhetor“ gewesen, und bemerkte dazu: „Seine Rhetorik klappert, erzielt aber zuweilen nicht geringe Effekte.“ Ungünstiger fiel das Urteil Eduard Nordens aus; er sah in Maximos einen „leichtfertigen Gesellen“, der die Sophisten bekämpft habe, aber „selbst durch und durch Sophist“ gewesen sei; sein Stil sei „sehr geputzt“. Auch Albin Lesky vermerkte, die Vorträge seien „auf Effekt gearbeitete, in manieriertem Stile verfasste Abhandlungen“. In der neueren Forschung hingegen wird Maximos’ literarische Leistung positiver eingeschätzt. Otto und Eva Schönberger schreiben, es gebe „Ansätze, über die vielfach nachgesprochenen Vorurteile früherer Philologen hinwegzukommen“, die Vorträge seien „vorzüglich aufgebaut“ und ihr Ende biete „stets einen effektvollen Höhepunkt“.

## Textausgaben und Übersetzungen
- George Leonidas Koniaris (Hrsg.): Maximus Tyrius, Philosophumena – ΔΙΑΛΕΞΕΙΣ. De Gruyter, Berlin/New York 1995, ISBN 3-11-012833-0 (kritische Ausgabe).
- Otto Schönberger, Eva Schönberger (Übersetzer): Maximos von Tyros, Philosophische Vorträge. Königshausen & Neumann, Würzburg 2001, ISBN 3-8260-2090-1.
- Michael B. Trapp (Hrsg.): Maximus Tyrius, Dissertationes. Teubner, Stuttgart und Leipzig 1994, ISBN 3-8154-1535-7 (kritische Ausgabe).
- Rainer Hirsch-Luipold, Michael Trapp (Hrsg.): Ist Beten sinnvoll? Die 5. Rede des Maximos von Tyros. Eingeleitet, übersetzt und mit interpretierenden Essays versehen von Barbara E. Borg, Franco Ferrari, Alfons Fürst, Rainer Hirsch-Luipold, Michael Trapp und Vincenzo Vitiello (= SAPERE. Band 31). Mohr Siebeck, Tübingen 2019, ISBN 978-3-16-153953-4 (PDF im Open Access).